# Hôtel communal de Schaerbeek
L'hôtel communal de Schaerbeek (en néerlandais : Gemeentehuis van Schaarbeek) est situé au centre de la place Colignon à Schaerbeek, commune de la région bruxelloise.

## Histoire
L'hôtel communal a été inauguré par le roi Léopold II le 21 juillet 1887 et fut construit sur base des plans de l'architecte Jules-Jacques Van Ysendyck (1836-1901). La construction de l'édifice a eu lieu sur base d'un concours d'architecture organisé par la commune. Deux années s'écoulèrent entre la pose de la première pierre, le 15 mars 1885 et l'inauguration elle-même.
Il remplace un premier hôtel communal installé en 1864 à l'angle de la rue Brichaut et de la place Liedts.
Le bâtiment de 1887 est du style néo-Renaissance flamande comme la plupart des œuvres réalisées par l'architecte Jules-Jacques Van Ysendyck.
L'hôtel communal de Schaerbeek fut ravagé par un incendie d'origine criminelle durant la nuit du 16 au 17 avril 1911.
Maurice Van Ysendyck, fils de Jules-Jacques Van Ysendyck fut chargé de la reconstruction à l'identique du bâtiment détruit. Les travaux s'étalèrent de 1912 à 1915. Le nouveau bâtiment fut sensiblement agrandi à l'arrière prenant la forme d'un quadrilatère. Le 1er octobre 1915, il fut à nouveau ouvert au public. Il ne sera cependant inauguré officiellement qu'après la guerre en 1919 en présence du roi Albert Ier et de la reine Élisabeth.
Avant la construction de cet hôtel communal, les services administratifs de la commune de Schaerbeek et les réunions des autorités communales s'étaient tenues :
- rue de Jérusalem, au café dénommé Au Renard
- l'ancienne rue Saint-Paul (actuellement place de la Reine 13)
- rue des Palais

Après l'incendie qui ravagea l'hôtel communal de la place Colignon en 1911, les services de la commune furent hébergés à l'École Industrielle située rue de la Ruche. À dater du 1er octobre 1915, tous les services ont repris leurs activités dans le nouveau bâtiment construit à la place Colignon.
L'intérieur de l'hôtel communal est richement décoré de sculptures, de prestigieuses boiseries, de verrières et des vitraux retraçant l'histoire de la commune, notamment les vitraux des maîtres verriers Louis de Contini, Charles Baes et Colpaert. De nombreuses œuvres d'artistes de Schaerbeek sont visibles à l'hôtel communal. Les couloirs et cabinets d'échevins ainsi que les bureaux de l'administration abritent des œuvres d'Eugène Verboeckhoven (1798-1881), d'Alfred Verwée (1838-1914), de Joseph-Théodore Coosemans (1828-1904), de Herman Richir (1866-1942) et de nombreux autres artistes locaux.
L'hôtel communal a été classé par arrêté royal le 13 avril 1995.
L'architecture des maisons de la place Colignon entourant l'hôtel communal a été fortement inspirée par l'architecture de l'hôtel communal lui-même.

## Accès
- tramway :

## Galerie de photos

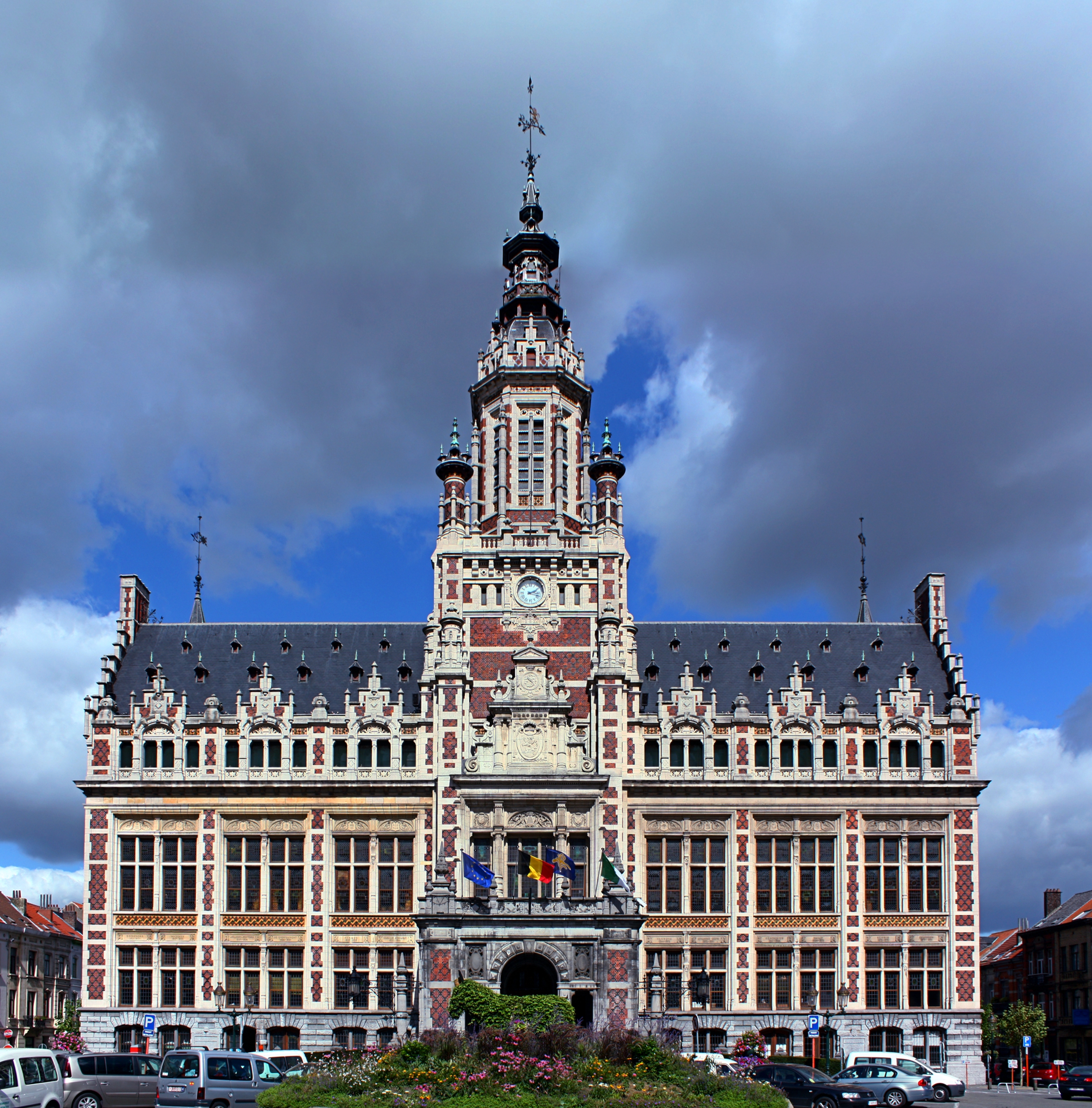
Façade avant
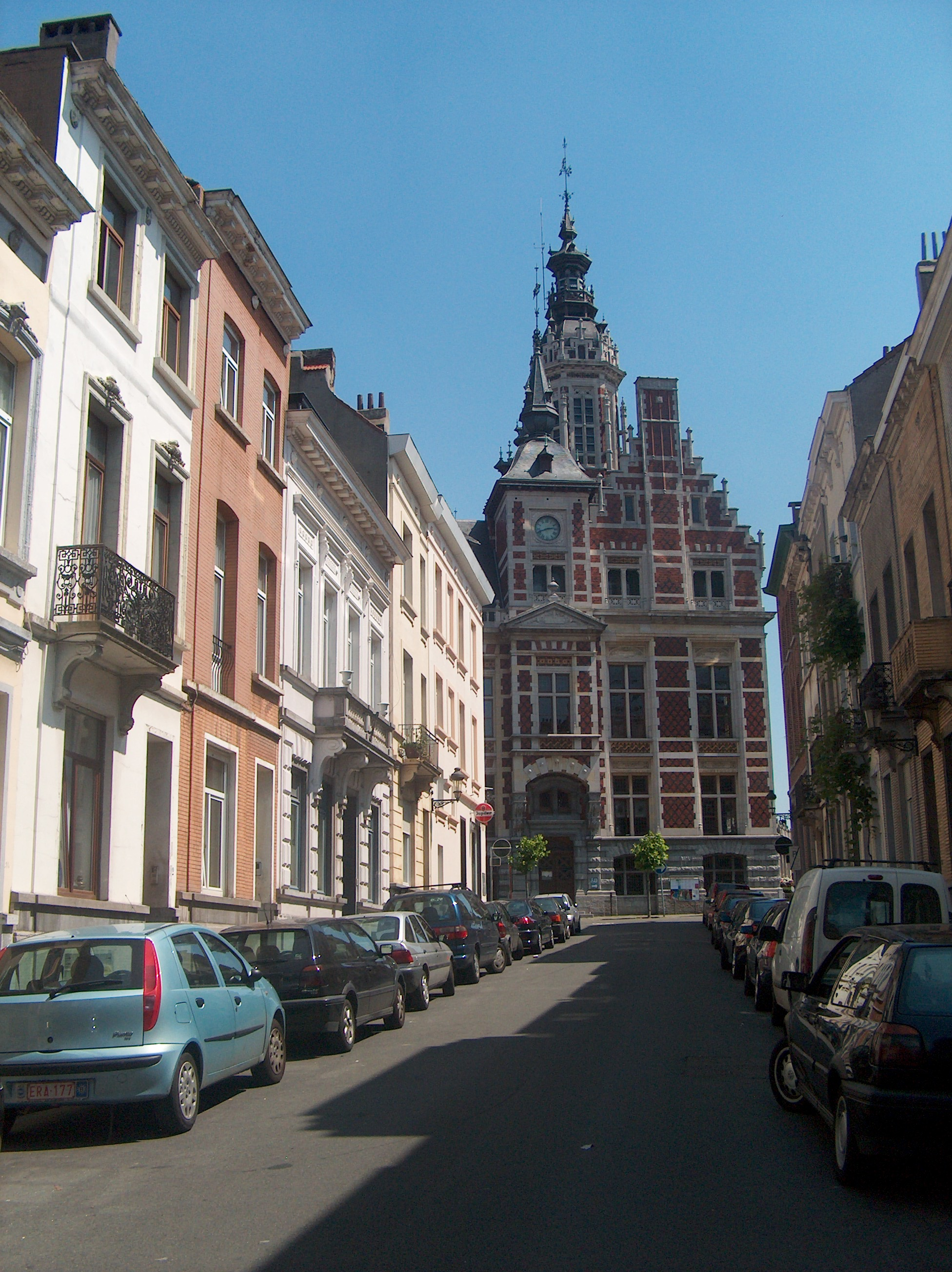
Vue latérale
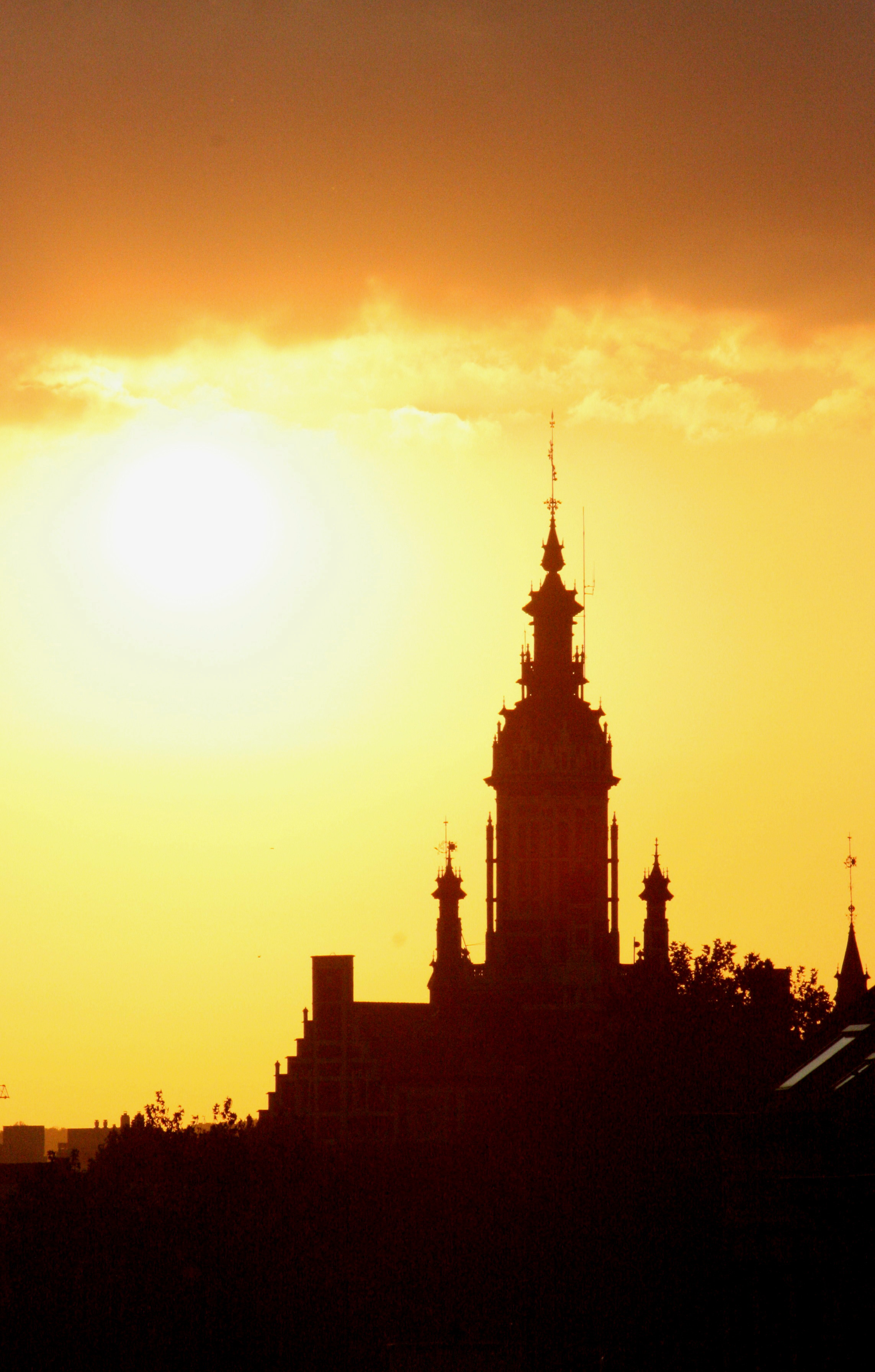
Coucher de soleil